# جواد آذر
جواد کناره‌چی (۱۳۱۰ تبریز - ۱۵ بهمن ۱۳۸۰ آلمان) متخلص به جواد آذر، شاعر، موسیقیدان و خوشنویس ایرانی بود.

## زندگی
تحصیلات ابتدایی و متوسطه را در تبریز آغاز کرد و همزمان به فراگیری خوشنویسی و موسیقی مشغول شد. اکثر خطوط را به نحو شایسته‌ای تحریر می‌کرد اما شکسته نستعلیق را به شیوه خاصی می‌نوشت. پس از آنکه در تهران اقامت گزید و در انجمن‌های ادبی شرکت جست، شعرش مورد توجه شعرشناسان قرار گرفت چرا که در غزل‌سرایی مهارت خاصی داشت و از سبک صائب پیروی می‌نمود. در سرودن انواع شعر قدرت قلمش قابل احساس بود اما غزل و قصیده‌های دلنشینش غالب بر دیگر اشعارش بود. جواد آذر در ۱۵ بهمن ماه ۱۳۸۰ در آلمان دار فانی را وداع گفت و پیکرش برای تدفین به تبریز انتقال یافت و در مقبره‌الشعرا به خاک سپرده شد.
دیوان آذر
نامهٔ آذر (مجموعه شعرهای جواد آذر) توسط اصغر فردی در سال ۱۳۹۴ از طریق انتشارات ایز در ۸۳۰ صفحه به چاپ رسید. 

## کارها
در اسفند ۱۳۹۴ آیین نکوداشت و رونمایی از دیوان اشعار جواد آذر با حضور شاعران و هنرمندان در سالن خلیج فارس فرهنگسرای نیاوران برگزار شد.
از اشعار جواد آذر در آلبوم‌های سپیده (تصنیف ایرانی)، ساز قصه‌گو (تصنیف ساز قصه‌گو)، و سرو چمان (تصنیف بی‌همزبان) از محمدرضا شجریان و آلبوم‌های چاووش ۳ (تصنیف ای ایران) و چاووش ۴ (تصنیف ای پدر) از شهرام ناظری و همچنین آلبوم کنسرت لندن (ای میهن) با صدای علیرضا افتخاری و آهنگسازی و تنظیم جلیل عندلیبی استفاده شده‌است.

## نمونه شعر

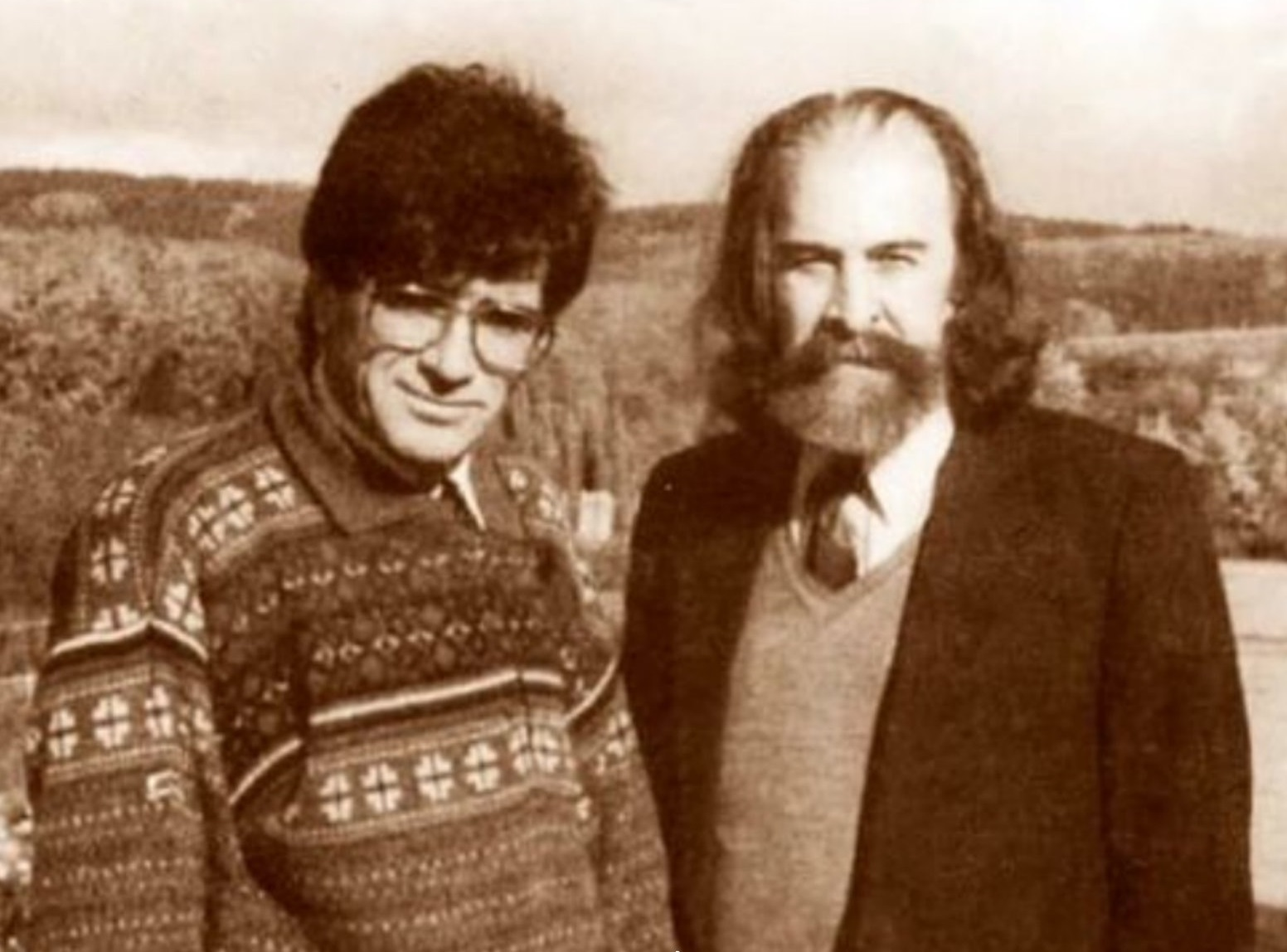
جواد آذر در کنار محمدرضا شجریان

از مشهورترین اشعار جواد آذر می‌توان به شعر «بی‌همزبان» اشاره کرد که محمدرضا شجریان براساس آن تصنیفی را در آلبوم سرو چمان ساخته و خوانده‌است: